# 最小硬件系统
“最小硬件系统”是指嵌入式系统中，由其核心电路構成的硬體系統。通常是指由处理器以及SDRAM和FLASH构成的存储电路，再加上一些必要的辅助电路构成的核心系统。
嵌入式系统的硬件设计与其应用场合和应用系统的不同而有所差别。一般情况下，用户可以根据自己的要求，选用合适的微处理器类型，根据相应的接口电路搭配不同类型外设，构成不同用途、不同规模的应用系统。这些系统，无论其规模多大，从硬件上看，都可以分为由核心电路构成的最小系统以及各种各样外部设备所需的外围接口电路。
“最小硬件系统”不仅是整个硬件系统的核心部分，它的构成对软件系统也有重要的影响，其构成决定了处于软件系统最底层的Bootloader设计，同时它也是嵌入式操作系统正常运行的基础。换而言之，“最小硬件系统”及其之上的最底层的最小软件系统构成了嵌入式系统最基本最核心的部分。